# Traditionelle Wirtschaftsformen im Jemen
Traditionelle Wirtschaftsformen durchdringen im Jemen bis heute die wichtigsten Wirtschaftszweige der Landwirtschaft, des Handels und des Handwerks. Vergleichbar mit den asiatischen Bergländern Afghanistan, Bhutan und Nepal wurde der Jemen erst sehr spät vom weltwirtschaftlichen Expansionismus der Industriestaaten erfasst und fristete bis Ende der 1960er Jahre ein vom Weltmarkt nahezu unberührtes Dasein; dies uneingedenk der antiken jemenitischen Wirtschaftsgeschichte im altsüdarabischen Kontext der Reiche von Saba (Staudamm von Ma'rib), Ausan, Qataban, Hadramaut und Himyar (Zisternen von Tawila, Bergwerk von ar-Radrad) ab Beginn des 1. Jahrtausends v. Chr. bis zur Ausbreitung des Islam ab 632 n. Chr. Himyar unterhielt ab dem späten 3. Jahrhundert nach der Konsolidierung der Arabischen Halbinsel einen schwunghaften internationalen Fernhandel mit Salz, Wein und aromatischen Harzen. In der islamischen Epoche nutzten die Rasuliden ihre bedeutenden Fernhandelsnetze mit Ägypten, Persien und China.
Erst politische Umbrüche und Ausstrahlungseffekte des Erdölbooms der arabischen Region zwangen den Jemen überhaupt in den Modernisierungsprozess einzutreten. Dadurch ausgelöst finden zwar einschneidende Veränderungen im Lande statt und die Weichen für die zukünftige Gestaltung einer jemenitischen Industriegesellschaft (Infrastrukturausbau, Fabrikaufbau, Importwirtschaft) scheinen gestellt, doch ist das Kompetenzgefälle gegenüber fortgeschrittenen Ländern im Entwicklungsprozess unübersehbar groß (siehe: Huthi-Konflikt, Militärintervention im Jemen seit 2015). Gleichwohl sterben die alten Wirtschaftstraditionen aus und gehören weitgehend der Vergangenheit an. Für das Verständnis der sozio-ökonomischen Strukturen sind sie dennoch unverzichtbar, zumal der Jemen lange ohne äußere Anstöße geblieben ist. Für Jahrhunderte verharrte er auf dem Entwicklungsniveau einer (sesshaften) Agrargesellschaft. Insgesamt verwundert es nicht, dass die sozio-ökonomische Wirklichkeit des Jemen auf althergebrachten Gesellschafts- und Wirtschaftsordnungen beruht.

## Nomadische Herdenwirtschaft und Wirtschaftsformen der Sesshaften
Die beiden grundlegend unterschiedlichen Wirtschaftsformen der Nomaden und Sesshaften sind im Jemen von deren regionalen, interregionalen und organisatorischen Komponenten (auf verhältnismäßig engem Raum) bestimmt. Einige arabische Siedlungen haben einen landwirtschaftlichen Hintergrund, so Ma'rib, Zafar oder das heute in Saudi-Arabien liegende Nadschran, andere nicht, wie Aden oder außerhalb des Jemen, Petra, Palmyra und Mekka. Die himyarische Wirtschaft gründet auf eine an die Bedingungen des Gebirges angepasste Form der Landwirtschaft, und nicht, auf nomadische Herdenwirtschaft. Regelmäßig wiederkehrende (Jahr-)Märkte (Aswaq al-Arab) sind in der vorislamischen Periode erstmals im frühen 7. Jahrhundert entlang der Küste des Roten Meers dokumentiert.

### Subsistenzwirtschaft der Beduinen
Beduinen leben im Norden des Landes, in der Übergangszone zum östlichen Hochland. Die kleine Oasen der Rub al-Chali (Leeres Viertel) werden zur Kultivierung von Datteln genutzt. Vegetation ist äußerst spärlich.

#### Lebensgrundlagen

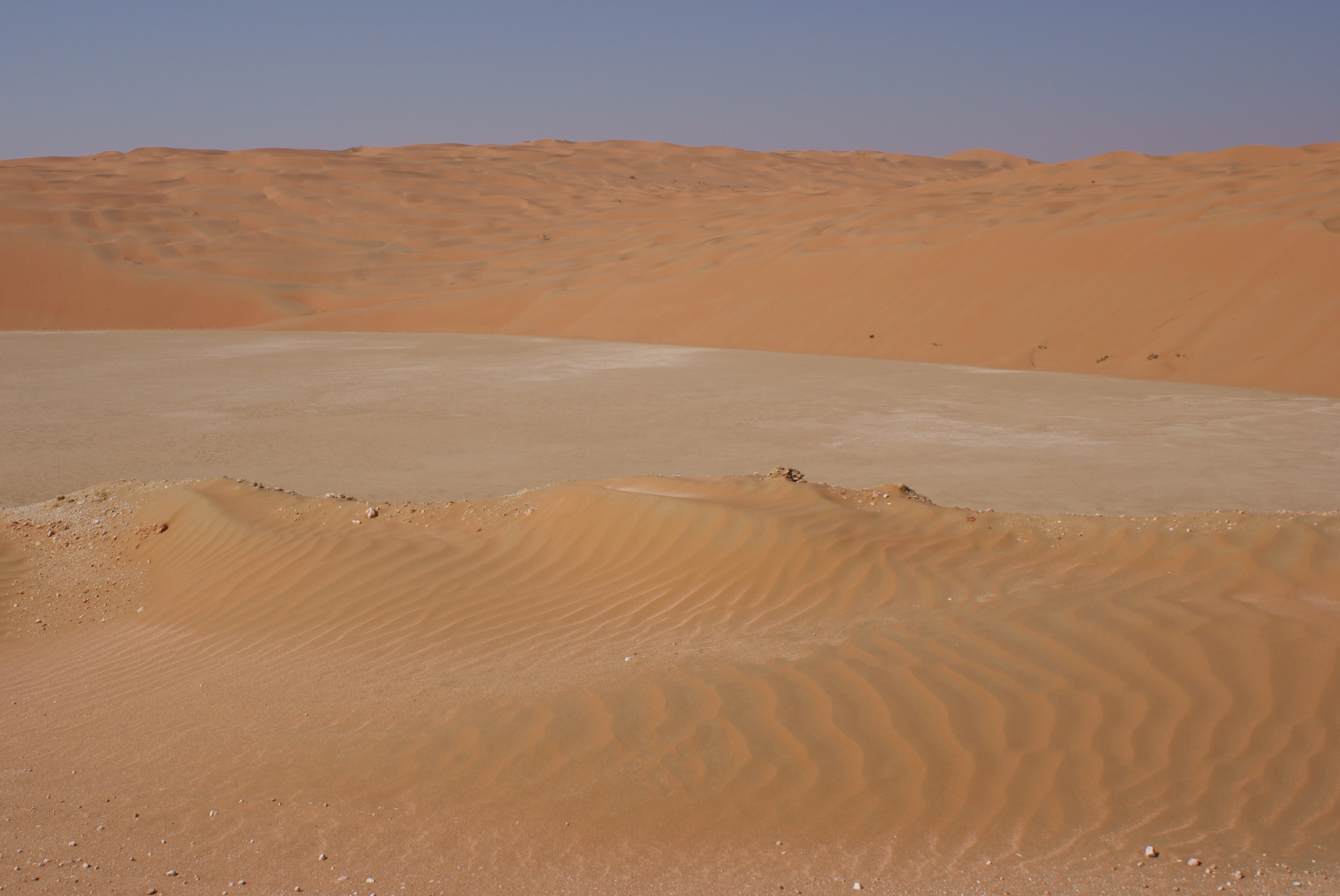
Rub' al Khali (Leeres Viertel)

Die Grundlage nomadischer Lebensweise bildet der Viehbestand. Vornehmlich sind dies Dromedare und Ziegen, sehr selten Schafe. Die Herden sind klein und dienen der Selbstversorgung. Höchsten Prestigewert haben die Dromedare, die neben ihrer wirtschaftlich vielseitigen Nutzbarkeit (Milch, Haar- und Fleischlieferant beziehungsweise Reit- und Transportmittel), Ansehen einbringen. Die nur schwach fette Milch der Dromedare deckt Teile des täglichen Trinkbedarfs. Fetter ist Ziegenmilch; zur Konservierung wird sie zu geklärter Butter verkocht. Die anfallende Buttermilch dient der Herstellung von Trockenmilch. Aufgekocht, zu Klumpen geformt und getrocknet hilft sie, Engpässe der Milchversorgung zu überwinden, die durch die zeitliche Begrenzung der Laktationsperiode der Ziegen entstehen können.
Der am Beispiel der Milchverwertung dargestellten supplementären Wirtschaft der Beduinen kommt deshalb eine herausragende Bedeutung zu, weil klassische Primäraktivitäten wie die Jagd vollständig ausfallen. Wildtierbestände sind spärlich und Jagderfolge nicht planbare Zufallsergebnisse. Auch das (Auf-)Sammeln kulinarisch werthaltiger Boden-/ Strauch- und Baumfrüchte entfällt aufgrund widriger ökozonaler Bedingungen. Holz wird hingegen eingesammelt und auf den ländlichen Wochenmärkten verkauft. Fast versiegt ist heute der einst florierende Weihrauchhandel. Allein Beduinen des östlichen Hadramaut erzielen kleine Einnahmen mit Weihrauch. Rentierlicher ist die Verarbeitung von Schafs- und Ziegenwolle für Webteppiche (Farda und Schamla genannt) sowie Kleidungsstücke und Kopfbedeckungen.

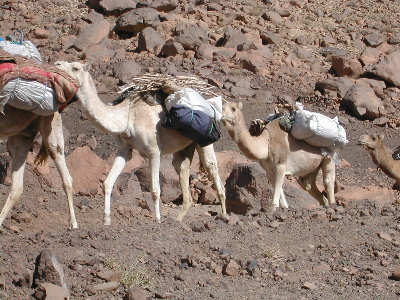
Dromedare als Lasttiere

Den wichtigsten Wirtschaftszweig bilden Karawanendienste. Hierbei handelt es sich um marktgebundene Dienstleistungen, die den Beduinen im Auftrag von Kaufleuten zur Durchführung anvertraut werden. Die Beduinen verantworten dabei den ordnungsgemäßen Transport, weshalb diesen Aufgaben der Charakter von Kommissionsgeschäften zukommt. Transport und Unversehrtheit des anvertrauten Gutes bei Übergabe an den Käufer stehen als Leistungsbündel der Entlohnung gegenüber.

#### Nomadische Wirtschaftsorganisation im Familienverbund
Konstitutives Element der nomadischen Stammesgesellschaften ist das patrilineare Abstammungssystem. Den patrilinearen Regeln folgend, werden die Anordnungen des Familiengründers befolgt. Gründungsväter von Familien inkorporieren gleichsam die nachfolgenden Generationen (Söhne, Enkel). Allein sie halten die Eigentums- und damit Verfügungsrechte über die Produktionsmittel und Sachen (Vieh, technische Ausrüstungen). Ausnahmen bilden Mitgifts- oder Geburtsgeschenke. Die Arbeitsorganisation innerhalb dieses Systems folgt dem Prinzip der geschlechtsgetrennten Arbeitsaufteilung. Das System ist als Kooperative zwischen Mann und Frau zu verstehen, denn die anfallenden Belastungen hängen von den wirtschaftlichen Erfordernissen und der Größenordnung der übernommenen Verpflichtungen für den gesamten Familienverband ab.

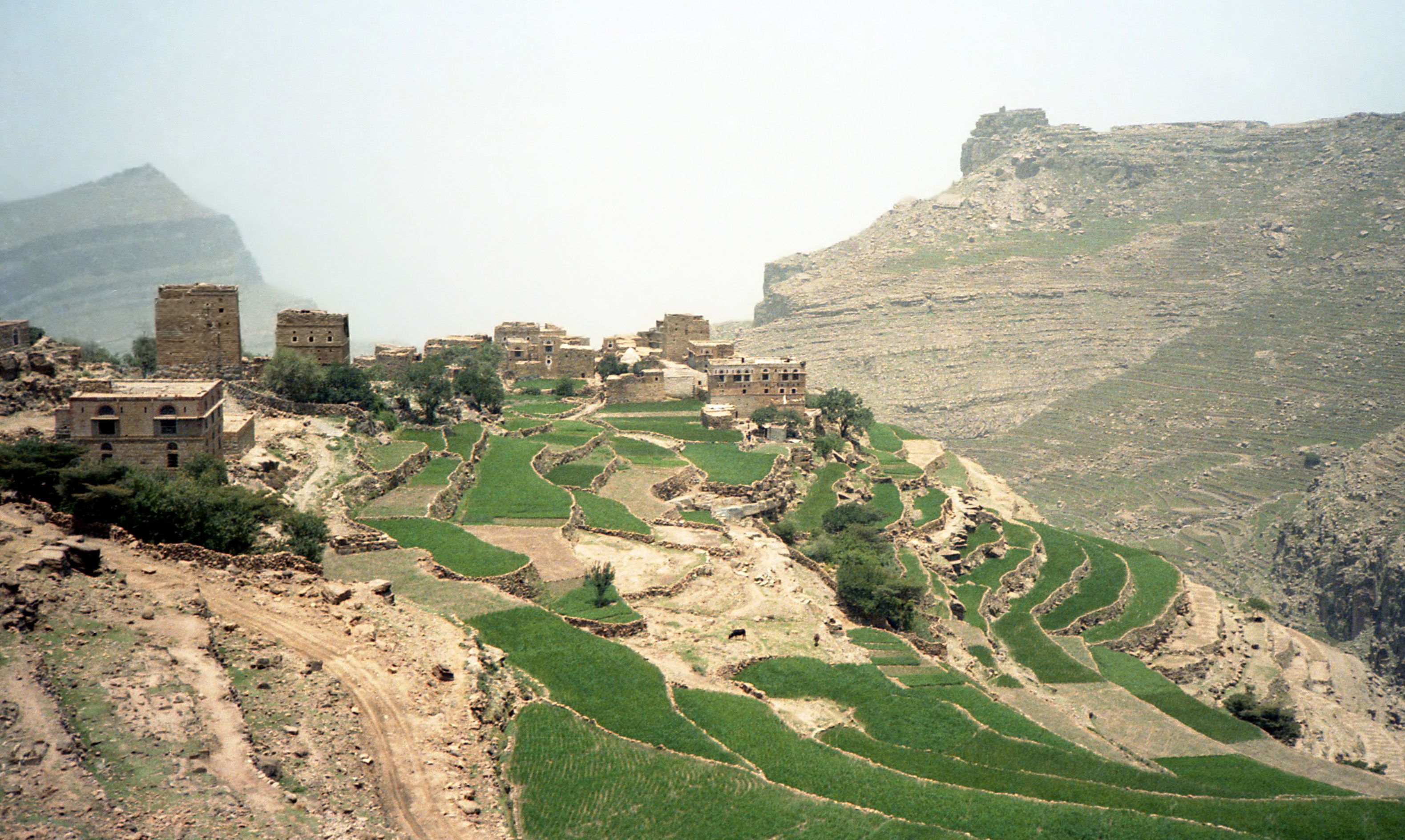
Terrassenfeldbau im jemenitischen Hochland

Die Frau trägt die Hauptlast im Bereich der familiären Versorgung. Ihre Bemühungen gehen dahin, die Güter reziprok im Verwandtschaftsverhältnis zirkulieren zu lassen. Diese Mechanismen minimieren Risiken, denn man glaubt auf gemeinsame Ahnen zurückzuführen zu sein, was letztlich kodexierte Beistandsverpflichtungen auslöst und den Güterkreislauf in Balance hält. Die Delegation von Arbeiten an jüngere Frauen ist üblich.
Der Mann im nomadischen Kontext besorgt die Kamelzucht, die Schur und die ärztliche Behandlung der Tiere, die Verteidigung und die Wahrung der externen Beziehungen. Die Absatzmärkte für die nomadischen Produktionsgüter funktionieren ähnlich wie die Märkte für Karawanendienste – nämlich auf Kommissionsbasis. Nomaden setzen ihre Güter nicht unmittelbar auf den Märkten ab, sondern bedienen sich des dallāl (Kommissionshändlers). Auch hierin kann man eine Risikominimierungsmaßnahme erkennen, denn in Notlagen können Güter (Hirse, Reis Datteln, Zucker) per Vorschuss durch den Kommissionär erworben werden. Ein zweiter Aspekt aber ist wichtig: Die Rechtsfähigkeit der am Handel beteiligten Personen muss gewährleistet sein. Wie bereits dargelegt, folgt jedes Verfügungsrecht über Sachgüter dem (derivativen) Erwerb vom Berechtigten; im patrilinearen Kontext also vom Gründer des jeweiligen Familienverbandes. Aus der Gemeinsamkeit der durch einen genealogischen Gründungsakt zusammengeschlossenen Gruppe wird das einzelne Geschäft mit der notwendigen gesellschaftlichen Rückverbundenheit ausgestattet und damit nach dem Verständnis der Beduinen auch rechtsverbindlich.
Ebenfalls dem Kompetenzbereich des Mannes unterliegt der Viehraub (ghazū). Nicht ökonomische, sondern prestigemehrende Interessen veranlassen dieses Verhalten. Opfer dabei sind verfeindete Stämme. Der Kamelraub verkörpert ein soziales Statussymbol und noch mehr: Er steht im Zusammenhang mit gesellschaftlichen Werten hoher Rangordnung.

#### Stammeswesen
Unentbehrliche Produktionsmittel, Weidegründe und Brunnen werden rechtlich als gemeinschaftliches Eigentum des Stammes ausgewiesen. Insoweit werden familiäre durch kollektive Interessen überlagert. Die Familienältesten kooperieren in diesen Fällen mit dem Muqaddam, dem gewählten Stammesführer innerhalb der tribalen Organisation. Im Gegensatz zur Autorität der Stammesältesten ist die des Muqaddam anfechtbar. Den Muqaddam schützt auch die erbliche Nachfolge des Amtsrechts nicht vor der notwendigen Bestätigung durch Wahl. Bei Unfähigkeit oder Illoyalität erfolgt die Abwahl. Die Familienväter behalten in diesem System jedweden Rechtsvorbehalt inne.

### Das Bauern- und Handwerkertum im jemenitischen Hochland

#### Die Landwirtschaft

##### Die Wasserwirtschaft für den Terrassenfeldbau
Im Gegensatz zu den Nomaden herrschen bei den Bauern Voraussetzungen, die eine wesentlich effizientere Wirtschaft erlauben. Sie nutzen mancherorts den höheren Grundwasserspiegel, so in den Tälern des Wadi al-Sirr oder im Wadi Ridjam im Hochland nordöstlich von Sanaa. Andererseits sind es reichliche Niederschlagsmengen, die die Brunnenbewässerung ergänzen oder temporär ablösen können (Regenfeldbau). Ausgehend von den früheren Kulturen haben es die Bauern am Ostrand des Hochlandes bestens verstanden, mit einfachen Mitteln eine sehr effektive und den ökologischen Verhältnissen hervorragend angepasste Agrartechnologie zu entwickeln, respektive eine optimale Nutzung von Regenwasser. Starkregen kann aufgefangen werden, da das Relief der Gebirge durch angepassten Terrassenanbau mit talseits angelegten Auffangwällen angehalten wird um in tiefere Bodenschichten durchzudringen zu können, statt abzulaufen. Da Gewitter oft sehr begrenzt lokal niedergehen, sind nicht terrassierte Hangteile mit angelegten Gräben versehen, die unter Mineralstoffmitnahme auf die kultivierten Parzellen geleitet werden (rainwater harvesting beziehungsweise runoff agriculture), eine Methode der (Sturzwasserbewässerung). Zur Steigerung des Abflusses werden im Berg „Wassersammelflächen“ angelegt, die über Hangzuleitungen in die am höchsten gelegene Terrasse, die „Auffang-Terrasse“, münden. Das aus dieser Terrasse abfließende Wasser wird in die oberste „Anbau-Terrasse“ geleitet, von der aus die Bewässerung hangabwärts weiter betrieben wird. Neben anderen Faktoren führt diese Bewässerungsanlage zur Vegetationsverarmung vieler Berge. Die Terrassen werden zusätzlich mit einem „Ventil“ versehen, sodass überschüssiges Wasser über vertiefte oder besonders eingefasste Auslässe gezielt auf die tieferliegende Terrasse geleitet werden kann. Sofern das Niederschlagswasser nicht reicht, wird die Methode des „Trockenfarmens“ praktiziert. Hierbei wird nur jedes zweite Jahr angebaut, um das dazwischen liegende Brachjahr zur Bodenwasseranreicherung nutzen zu können. Eine Vielzahl stammesrechtlicher Regeln dient der Überwachung ordnungsgemäßer Pflege der Anlagen. Seit Anfang der 1970er Jahre wird die Terrassenbewirtschaftung dennoch stark vernachlässigt, da die Bevölkerung auf dem Land zur Abwanderung gezwungen war (insbesondere aufgrund von Arbeitsmigration in die Golfstaaten). Von dort zurückfließendes Geld wird heute vermehrt in Brunnenbohrungen und Pumpenbau investiert, um sich von der Unsicherheit hinreichender Niederschläge unabhängig zu machen.
Wo die großen Täler die Gebirge verlassen (insbesondere in der Tihama und in ostjemenitischen Regionen) behilft man sich mit Dammfeldern, die in die Flüsse gebaut werden, um das Hochwasser strategisch sinnvoll in die bewirtschafteten Parzellen ableiten zu können. Berühmtestes Beispiel hierfür war in der Vergangenheit der Staudamm von Ma'rib, der weniger ein Staudamm, denn Wasserverteilungssystem war. Neben der ausgeklügelten Oberflächenwasserbewirtschaftung werden auch Methoden wasserkonservierender Maßnahmen angewendet, die die Bodenbearbeitung günstig beeinflussen (regenerative Schwarzbrache, flaches Pflügen, nährstoffsichernder Mischanbau von Getreide und Leguminosen). Landwirtschaftliche Güter und Wasser wurden in den Gebirgsregionen oft unterirdisch (bereits seit sabäischer Zeit in Zisternen) gespeichert.

##### Anbau und Produkte

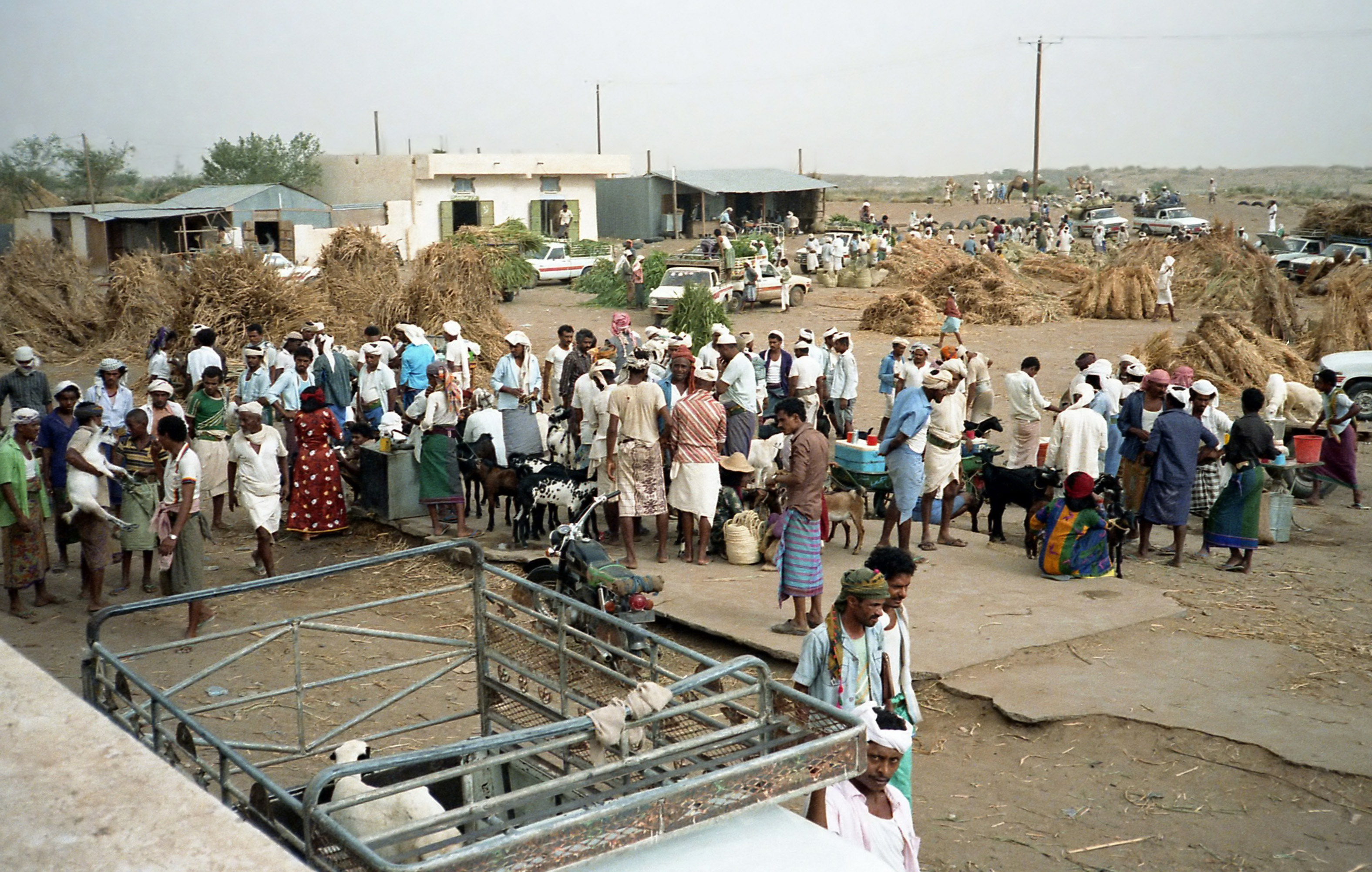
Bayt al-Faqīh, Kleinstadt in der Tihama. Freitags ist Wochenmarkt

Dabei obliegt dem Mann – ähnlich wie bei den Beduinen – der Pflichtenkreis des Einkaufs und des Absatzes der Güter auf den Märkten. Er gewinnt dadurch die Kontrolle über innerstämmische wie auswärtige Transaktionen und kann Nachfrageverschiebungen zur Verbesserung des eigenen Angebots eruieren. Die landwirtschaftlichen Grundlagen der bäuerlichen Gesellschaften bilden der Getreide- und Weinanbau sowie die Qat-Kultivierung. Diese Arbeiten sind ebenfalls Männersache.
Sache der Frauen ist der Gemüseanbau (Bohnen, Bockshornklee, Karotten, Tomaten, Kräuter und Gewürze) und die Viehzucht. Supplementäre Milchverarbeitung in Form der Käseherstellung ist hier völlig unbekannt. An Getreide werden vornehmlich Weizen (burr oder auch birr), Emmer, und Sorghum-Varietäten angebaut. Der Anbau erfolgt mit sogenannten Arl (Hakenpflug) und mittels Säpflug. Eingesetzt werden außerdem Ziehschaufeln, Eggen und Nivellierbretter. Aufbewahrt wird sackweise im Haus. Lediglich Sorghum (vor allem Sorghumhirse) wird in Erdgruben vorgehalten, die mit Steinen abgedeckt werden. Der Weinbau findet zumeist auf offenen Feldern statt, seltener in kleinen Gärtchen. Der Schädlingsbekämpfung begegnen die Bauern mittels Trockenbestäubung der Reben (zermahlene Erde). Die sogenannten Asimī-Trauben werden als Früchte auf den Markt gebracht, wo sie sich reger Nachfrage erfreuen. Viele weitere Traubenarten eignen sich aber eher für die Rosinenherstellung (Rāziqī, Aswad, Bayād u. a.). Das vermutlich erst im 13. Jahrhundert von Äthiopien in den Jemen gelangte cathinhaltige (chemisch ein Amphetamin) Strauchgewächs Qat erfreut sich einer derart hohen Beliebtheit, dass dessen Anbauflächen auf Kosten von Nahrungspflanzen stetig vergrößert wurden und in der Folge mittels beträchtlicher Devisenvorräte Agrargüter importiert werden mussten, die eigentlich über den Binnenhandel hätten erhältlich sein sollen.
Insgesamt lässt sich sagen, dass sich das landwirtschaftliche Anbauverhalten vorrangig am Prinzip der Selbstversorgung (Subsistenzwirtschaft) orientiert. Allein dadurch kann ein Stamm die angestrebte politische Autonomie verfolgen.

##### Die traditionelle Imkerei
Bienenzucht ist im Jemen seit rund 2000 Jahren belegt und in vielen Landesteilen anzutreffen. Überwiegend wird Imkerei sesshaft betrieben, was am Gewicht der Bienenkörbe, oft auch an den Stammesstrukturen und den damit verbundenen Eigentumsverhältnissen liegt. Im Süden des Landes liegen die bedeutendsten Zuchtgebiete; es sind Wanderzuchtgebiete. Alle temporären Bleiben sind traditionell erprobt. Es wird Wert darauf gelegt, dass die Bienenvölker erhalten bleiben und gleichwohl ein erntbarer Honigüberschuss abfällt. Heute kommen für den Transport LKW zum Einsatz, früher bediente man sich der Dromedare. Die Wanderschaft verläuft über Orte mit den jeweils zum Zeitpunkt des Eintreffens idealen Bedingungen, was einem vortrefflichen Honig im Selbstverständnis der Imker am besten entgegenkommt. Frühjahrsregenfälle zur Hauptfutterzeit der Bienen werden ebenso genutzt wie heiße und trockene Winter in Regionen der Euphorbia-Blüte, die Regen wegen der Ausschwemmgefahr des Nektars schlecht vertragen und im übrigen Jahr deshalb gemieden werden. Besonders beliebt ist die Nutzung der Akazienblüte.
Zwischen den Imkern besteht traditionell gute Kameradschaft, was dem Berufsstand auch entgegenkommt, denn es gilt immer wieder flüchtige Bienenschwärme nach Weiterzug des Eigentümers einzufangen und zu verwalten. Der Imker arbeitet mit wenig – oft sogar ohne – Schutzkleidung, da jemenitische Bienen als besonders gutmütig gelten, so sie zuvorkommend behandelt werden. Geräuchert wird mittels Euphorbia, Eselmist oder Sackleinwand. Manche Imker verstehen sich darauf, schwache Bienenvölker durch Einbringung neuer Bienen in den Schwarm zu stärken. Künstliche Anfütterung ist unüblich. Verluste in Trockenzeiten sind groß und werden in Kauf genommen.
Als Bienenstöcke dienen traditionell ausgehöhlte zylindrische Stammstücke, vornehmlich des Sūkam-Baumes. In anderen Fällen wird das Sūkam-Holz, das sehr resistent gegen Insektenfraß ist, zusammengezimmert zu holzklotzartigen Gebilden. Die beiden Enden sind verschließbar. Die übereinander gelagerten Bienenstöcke werden noch vertäut, um bei witterungsbedingter Ausdehnung des Holzes nicht herunterzufallen. Weitere Materialien, die für den Bienenstockbau verwendet werden, sind Ton, gesplittetes Rohr und Mäntel aus Kuhdung. Die Erfahrungen lehrten die Imker die Bienenstöcke in Normgrößen zu bauen. Die Höhe wurde bei 9 cm veranschlagt, da die Honigproduktion bei diesem Maß verbessert wird. Bei dieser Höhe bauen die Bienen ein neues Wabenstück für den Honig, getrennt von ihrer Brut. Höhere Kästen würden die Bienen zu dieser Mehrarbeit nicht anhalten. Die Bienenstöcke werden zumeist in der Weise zu einer Gruppe zusammengestellt, als 9–12 Stöcke in ein Hochgestell eingebracht werden. Als Regal dient schon auch mal ein auf den Kopf gestelltes Bett. Aus Stroh oder Palmstroh geflochtene Matten werden über die Anordnung gelegt, um vor der Sonne zu schützen. In solchen Formationen werden mehrere Bienenkorbgruppen zusammengestellt. Die Honigernte erfolgt mehrmals im Jahr.
Werthaltiger einheimischer Honig wird baladi genannt und in jedem Falle einem Importprodukt vorgezogen. Imker verkaufen ihren Honig nicht über Kommissionen, sondern direkt. Reinheitstests erfolgen traditionell durch Ausrollen eines Honigtropfens im Sand. Behält er seine Form, so ist der Honig rein, denn der obligatorisch geringe Feuchtigkeitsgrad erhöht die Viskosität des Produkts. Eine andere Methode sieht vor, den Honigbehälter umzudrehen, um überprüfen zu können, wie schnell Luftblasen nach oben entweichen. Ein langsamer Anstieg verrät Reinheit des Honigs. Honig von hoher Qualität ist im Jemen sehr teuer. Der nachgefragteste Honig entstammt den Blüten des Syrischen Christusdorns (Ziziphus spina-christi). Ein Liter dieses Erzeugnisses kostete bereits 1985 umgerechnet 250 DM. Dahinter reihen sich Akazien-Honigsorten, wie Schwarzdorn-Akazien-Honig (acacia mellifera). Euphorbien-Honig schmeckt eigentümlich nach scharfem Pfeffer (bisbas) und löst ein ungeahntes Brenngefühl im Rachen aus, bei geschmacklich zunächst orange-blütenem Zugang.

#### Das Handwerk

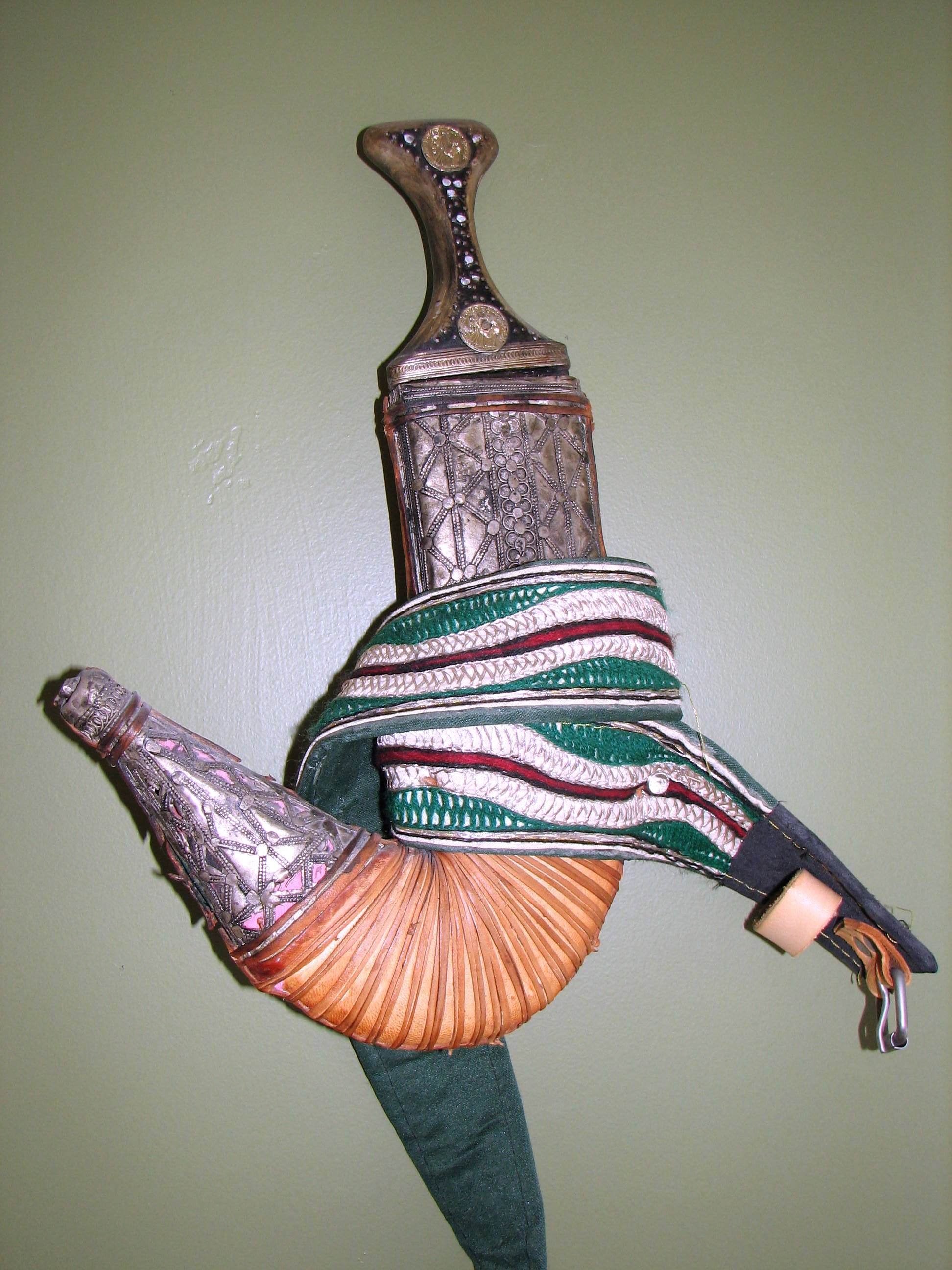
Jemenitischer Krummdolch (Jambia (Dschanbiya))

Bei den Handwerkern wird zwischen den Bauernhandwerkern, welche Mitglieder der bäuerlichen Stammesgesellschaft sind, und den Muzayyinin, die als unterprivilegiert angesehen werden, unterschieden. Muzayyinin unterliegen aufgrund ihres Status keinerlei Kontrollmaßnahmen hinsichtlich ihres Produktionsumfeldes, denn der supplementäre Ansatz, der allein die Autarkie und Unantastbarkeit des Stammes gegenüber Dritteinflüssen im Blickfeld hat, realisiert seine Souveränität allein über eine als notwendig erachtete Anzahl von ansässigen Handwerkern. Den insoweit schutzlosen Muzayyinin verbleiben mithin die Tätigkeitsfelder, die ein ansässiger Handwerker ablehnt. Schlachten von Vieh, Fellgerbungen, Weben, Töpfern und Haareschneiden sind Aufgaben des Muzayyinin. Die Tischlerei, die Schmiedekunst und Hausbauberufe üben die Bauernhandwerker aus. Als Stammesmitgliedern steht ihnen zudem die Zuweisung von landwirtschaftlichen Nutzungsarealen zu, die bewirtschaftet werden können, um ihre konjunkturbedingt nachfrageanfälligen Haupttätigkeiten kompensieren zu können.
Auch bei den Bauern und Handwerkern stellt sich der Stamm als patrilineare Abstammungsgemeinschaft dar. Die Vorherrschaft führt der Shaykh al-Qabīla. Auf Stammesbezirke heruntergebrochen kommen die Shaykh’s al-Thumen und auf die Dörfer heruntergebrochen die Shaykh’s al-Qarīya ins Spiel. Je nach Komplexität werden die Aufgaben an die Shaykh’s abgegeben.
Aus den Zünften der Handwerker entstammen eine Vielzahl bemerkenswerter Produkte. Leder wird verwendet für Schuhe, Westen, Mäntel und Gürtel. Aber auch Säcke und Behälter zur Aufbewahrung diverser Güter, werden aus Leder gefertigt. Zum Gerben des Leders benutzt man ein Extrakt des Qaraẓ-Baumes (bisher nicht identifizierte Akazienart, ou قرظ ) Berühmt seit jeher sind auch jemenitische Wolle, Leinen und Baumwolle. Aus Leinen werden Obergewänder gefertigt (Barūd), die mit Wars (sesamähnliche gelbe Pflanze) eingefärbt werden. Ebenso berühmt sind Maafir-Stoffe aus der Gegend von Malafir (heute: al-Ḥugarīya, Gouvernement Taʿizz). Schöne Baumwoll- bzw. Seidenprodukte sind die Liḥāf, deren Streifenmuster charakteristisch sind. Auch wird viel gestickt: Typisches Produkt das breite vielfarbige Stützband Hibya. Bedeutung haben außerdem die Bergwerke und der Abraum von Gold, Silber, Blei, Kupfer, Zinn und Eisen bereits seit vorislamischer Zeit. Die Produkte daraus sind zumeist dem Waffenhandwerk zuzuordnen: Schwerter, Pfeile und Lanzen. Die Silberschmuckherstellung war ein berühmtes Handwerk der in Jemen ansässigen Juden, bevor sie mit der großen Exodus-Welle Magic Carpet 1949–1950 nahezu vollständig nach Israel auswanderten und dieser Tradition große Lücken bescherten.
Heute ist in der Waffentechnik insbesondere der Krummdolch (Dschanbīya) hervorzuheben. Die Klinge des Krummdolches ist das Aufgabenfeld des Schmiedes. Der aus Horn oder Silber gefertigte Griff untersteht der Kompetenz des Griffmachers. Die Scheide des Dolches wird vom Scheidenmacher gefertigt. Der Gürtel für den Tragekomfort wird vom Gürtelmacher hergestellt. Für den Jemeniten zählt der Griff, dann die Klinge und schließlich die Scheide. Der Krummdolch hat seinen Ursprung bei den jemenitischen Karawanenhändlern. Heute verkörpert er weniger die Waffe an sich, als vielmehr Freiheit und Männlichkeit.

#### Der Markttausch
Tribale Märkte sind vom Tauschhandel geprägt und finden periodisch wiederkehrend als Wochenmärkte statt. Damit der Marktfrieden gewährleistet ist, wird er funktionell organisiert (ḥokmaal-Sūq). Die Marktleitung obliegt dem gewählten Shaykh al-Sūq. Dieser ist hauptverantwortlicher Marktfunktionär. Beigestellt sind ihm Nebenfunktionäre als Vermittler (sog. Musālih – Stammesangehörige). Sie haben Maklerstatus und dürfen je 1/10 vom Käufer wie vom Verkäufer für ihre Dienste verlangen. Ein weiterer Anteil der Erlöse aus Tauschgeschäften geht an die Marktleitung und wird ebenfalls vom Marktvermittler einbehalten. Dem Marktleiter kommt eine gewohnheitsrechtlich anerkannte Marktbesonderheit zur Hilfe. Es ist die sogenannte Ḥaram-Regel. Diese Regel besagt, dass es allen Marktteilnehmern untersagt ist zu streiten bzw. sich tätlich auseinanderzusetzen; sie dient dem – bereits erwähnten – Marktfrieden. Die Ḥaram-Qualität spiegelt eine kollektive Friedenszusage. Verstöße werden schwer geahndet und können zum Verlust der eigenen Güter, als ultima ratio sogar des Lebens führen. Marktfremde sind angehalten Tausch- und Handelsgüter mitzunehmen, um damit ihren Anreisezweck erkennbar zu machen. Die ḥaram-implezierte Schutzgarantie gilt für die Dauer der Marktgeschäfte für jedermann – also auch Fremde.

## Städtische Handelsgesellschaften

Sanaa. Blick über die Dächer der Altstadt Sanaas

In den Städten leitet sich die Marktorganisation aus den Interessen der einzelnen Branchengruppen ab. Dazu werden Wirtschaftsallianzen gebildet. Alle Mitglieder dieser Allianzen sind rechtlich gleichgestellt. Beschlüsse werden in Versammlungen getroffen. Jeder Branche steht ein gewählter Aqil vor. Dieser besorgt den Einkauf. Er verteilt die für die Herstellung der Gegenstände notwendigen Rohstoffe (z. B.: Holz für den Tischler) auf den Handwerker. Er organisiert außerdem die Einlagerung der Waren in die städtischen Magazine. Die Magazine stehen im Gemeinschaftseigentum der Branchenangehörigen. Die Voraussetzungen für die Konkurrenzfähigkeit am Markt sind unter den Branchenabhängigen also ausgewogen. Alle Branchen, wie die Tischler, die Silber-, Eisen- und Kupferschmiede, Spengler, Dolchgriffmacher, Matratzenstopfer, Steinmetze und andere mehr sind gleichermaßen betroffen.
Die übergeordnete Instanz aller Kaufmannsgruppen bildet die Handelskammer (ghurfat al-tidjāra), die 1963 aus der sogenannte Versammlung der Kaufleute (madjilis al-tidjāra) hervorging. Preisbindungen, Auslandswarenüberwachung und Steuerhoheit gehören zum Kompetenzbereich dieser Handelskammern.
Nachts bewacht der Shaykh al-Layl als Hauptverantwortlicher das Marktareal. Er haftet für Ausfälle (Bsp.: Diebstahl) gegen Entlohnung reziprok bürgschaftsähnlich. Es ist verboten, nachts das Marktgelände aufzusuchen, weshalb der Shaykh al-Layl ein ganzes Überwachungssystem von Wächterhäuschen, die auf den Dächern der Ladenlokale postiert sind, verantwortet. Durch bloßen Zuruf über die Dächer kann auf diese Weise die Täterverfolgung aufgenommen werden.
Es gibt auch andere urbane Gesellschaften im Jemen. Deren sozio-ökonomische Struktur ist durch den sogenannten Rentenkapitalismus vorgegeben. Ein Beispiel für diese Determination bietet die hadramautische Stadt Tarīm. In dem in dieser Stadt gepflegten System finden keine Reinvestitionen erworbenen Kapitals zur wirtschaftlichen Ausweitung von Wohlstandsinteressen für die Gemeinschaft statt, genauso wenig Innovationen. Erträge werden vielmehr abgeschöpft und gehortet. Wirtschaftliche Stagnation mit regelmäßigen Verschuldungen und Lohnvorschüssen der ohnehin niedrig entlohnten Arbeitskräfte spielen einer ausgeprägten Ausbeutung zu. Als Gegenverbund zu den Landeigentümern und Handelskontrolleuren haben sich die sogenannten Stadtviertel-Organisationen gebildet. Die Interessensvertretungen laufen hier nicht über Branchen, sondern vereinheitlicht über die genannten Stadtviertel.

## Verwendete Literatur
- Yusuf Abdallah: Die Vergangenheit lebt: Mensch, Landschaft und Geschichte im Jemen in Werner Daum Jemen, Umschau-Verlag, Frankfurt/Main, ISBN 3-7016-2251-5.
- Walter Dostal: Traditionelle Wirtschaft und Gesellschaft in Werner Daum Jemen, Umschau-Verlag, Frankfurt/Main, ISBN 3-7016-2251-5 (Hauptquelle für den Artikel)
- Walter Dostal: Auf der Suche nach Zukunft in Werner Daum Jemen, Umschau-Verlag, Frankfurt/Main, ISBN 3-7016-2251-5.
- Helmut Eger: Runoff Agriculture: A Case Study About the Yemini Highlands., Wiesbaden (=Jemen-Studien 7)
- Michael Hofmann: Entwicklung und Entwicklungsplanung der beiden Jemen in Werner Daum Jemen, Umschau-Verlag, Frankfurt/Main, ISBN 3-7016-2251-5.
- Jan Karpowicz: Traditionelle Imkerei im Jemen in Werner Daum Jemen, Umschau-Verlag, Frankfurt/Main, ISBN 3-7016-2251-5.
- Horst Kopp: Die Landwirtschaft des Jemen – Vom Mokka zum Qat in Werner Daum Jemen, Umschau-Verlag, Frankfurt/Main, ISBN 3-7016-2251-5.
- Horst Kopp (Hrsg.): Länderkunde Jemen, Dr. Ludwig Reichert Verlag Wiesbaden, 2005, ISBN 3-89500-500-2.
- Jürgen Schmidt: Die sabäische Wasserwirtschaft von Marīb in Werner Daum Jemen, Umschau-Verlag, Frankfurt/Main, ISBN 3-7016-2251-5.
- Matthias Weiter: Entwicklung und Entwicklungshilfe im Jemen in Werner Daum Jemen, Umschau-Verlag, Frankfurt/Main, ISBN 3-7016-2251-5.
- Paul Yule: Himyar–Spätantike im Jemen/Late Antique Yemen. Linden Soft, Aichwald 2007. ISBN 3-929290-35-9.

## Weitergehende Literatur
- Walter Dostal: Die Beduinen in Südarabien Wiener Beiträge zur Kulturgeschichte und Linguistik, Bd. XVI. Horn – Wien 1967.
- Walter Dostal: Interpretation der sozio-ökonomischen Verhältnisse südarabischer Beduinen in Beiträge zur Südasienforschung, Bd. 86: 112–127, Wiesbaden 1983.
- Walter Dostal: Handwerker und Handwerkstechniken in Tarīm (Südarabien – Hadramaut); Publikationen zu wissenschaftlichen Filmen (Sektion Völkerkunde – Volkskunde), Ergänzungsband 8, Göttingen 1972.
- Ahmed Al Hubaishi, Klaus Müller-Hohenstein: An introduction to the vegetation of Yemen Eschborn 1984.
- Horst Kopp: Agrargeographie der Arabischen Republik Jemen Erlangen 1981 (= Erlanger Geographische Arbeiten, Sonderband 11)
- Günter Meyer: Arbeitsmigration, Binnenwanderung und Wirtschaftsentwicklung in der Arabischen Republik Jemen; Jemen Studien – Bd. 2, Wiesbaden 1986.